# Georg Björnström

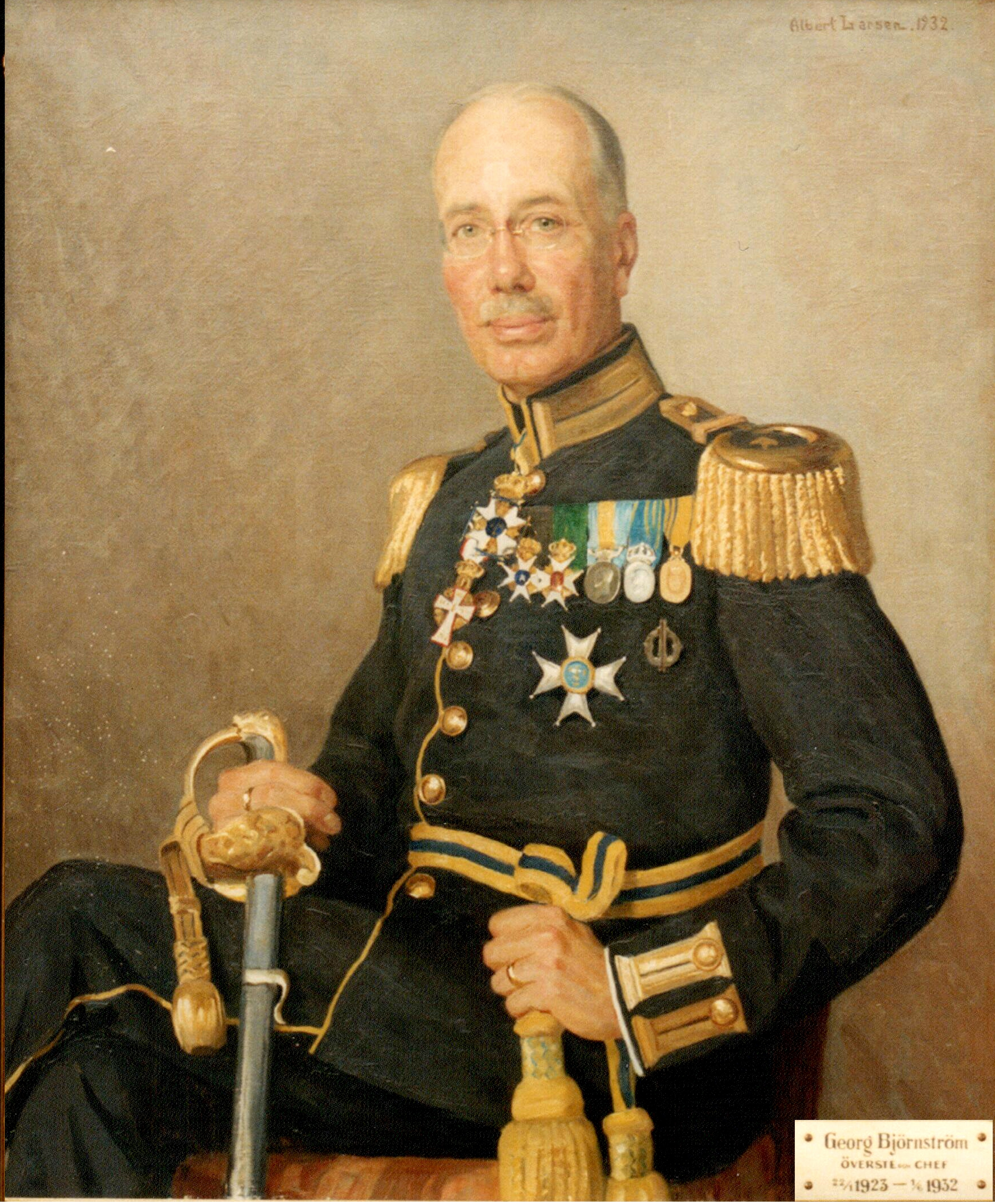
Georg Björnström.

Johan Fredrik Georg Björnström, född 1 juni 1872 i Uppsala, död 4 november 1957, var en svensk militär. Han var son till Johan Herman Björnström.
Björnström blev underlöjtnant 1892, var kompaniofficer och extralärare i taktik vid Krigsskolan 1902–1904 och befordrades till major 1915. År 1923 blev han överste och chef för Södra skånska infanteriregementet. Björmström blev därjämte chef för Andra infanteribrigaden 1926. Han biträdde försvarsberedningarna 1912–1913, var medlem av försvarskommissionen 1914 och innehade under åren 1915–1926 flera kommittéuppdrag. Åren 1931–1933 var han ledamot av arméns fullmäktige. Han medverkade under signaturen G. Bjm i Svensk uppslagsbok 1929–1937. Björnström blev riddare av Svärdsorden 1913, av Vasaorden 1914 och av Nordstjärneorden 1922 samt kommendör av andra klassen av Svärdsorden 1926 och kommendör av första klassen 1929.